# Ambre (film)
Pour les articles homonymes, voir Ambre (homonymie).
Pour plus de détails, voir Fiche technique et Distribution.
Ambre (titre original : Forever Amber) est un film américain en Technicolor réalisé par Otto Preminger, sorti en 1947.

## Synopsis
En Angleterre, au XVIIe siècle. Ambre St Clare, une belle jeune femme très ambitieuse mais de condition modeste, est prête à tout pour gravir rapidement les échelons de l’ascension sociale. Elle sera déchirée entre l’amour qu’elle porte à Bruce Carlton et ses ambitions. Banni d’Angleterre, Bruce part précipitamment, laissant Ambre enceinte et sans argent. Jetée en prison car criblée de dettes, elle s’évade grâce à Black Jack Mallard, met au monde son fils dans les bas fonds de Londres, et peu à peu, remonte la pente. Après bien des aventures, elle devient comédienne de théâtre pour mieux s’exposer dans la haute société. Fortement courtisée, elle épouse le vieux Lord Radcliffe qui l’introduit à la cour. Le roi Charles II la remarque au grand dépit de son mari.
La peste s’abat sur Londres et sachant Bruce revenu, Ambre quitte tout pour le sauver de l’épidémie. Mais son mari la rattrape et informe Bruce de leur mariage. Bruce quitte Ambre de nouveau. Un grand incendie éclate à Londres et Lord Radcliffe meurt. Ambre devient la favorite du roi. Carlton, marié, revient une dernière fois mais pour reprendre son fils, Ambre reste seule car Charles II l'a répudiée.

## Fiche technique
- Titre original : Forever Amber
- Titre français : Ambre
- Réalisation : Otto Preminger
- Scénario : Philip Dunne, Ring Lardner Jr, d'après le roman homonyme de Kathleen Winsor (1944), adapté par Jerome Cady
- Décors : Walter M. Scott
- Costumes : René Hubert et Charles Le Maire
- Photographie : Leon Shamroy
- Montage : Louis R. Loeffler
- Musique : David Raksin
- Production : William Perlberg ; Darryl F. Zanuck (exécutif)
- Société de production : 20th Century Fox
- Pays d'origine :  États-Unis
- Langue : anglais
- Format : couleur (Technicolor) — 1,37:1 — Format 35 mm — son : mono
- Genre : Mélodrame historique, romantique
- Durée : 138 minutes (2 h 3)
- Dates de sortie :
  - États-Unis : 22 octobre 1947 (première mondiale à New York) ; 29 octobre 1947 (première à Los Angeles)
  - France : 29 octobre 1948

## Distribution

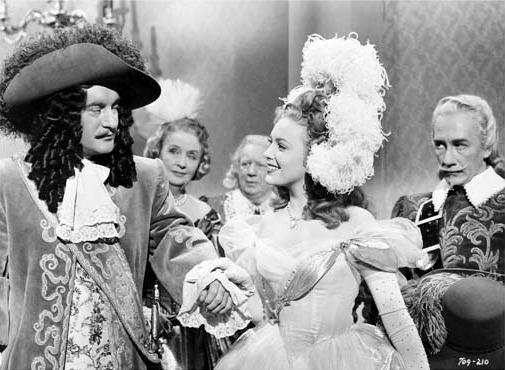
George Sanders et Linda Darnell.
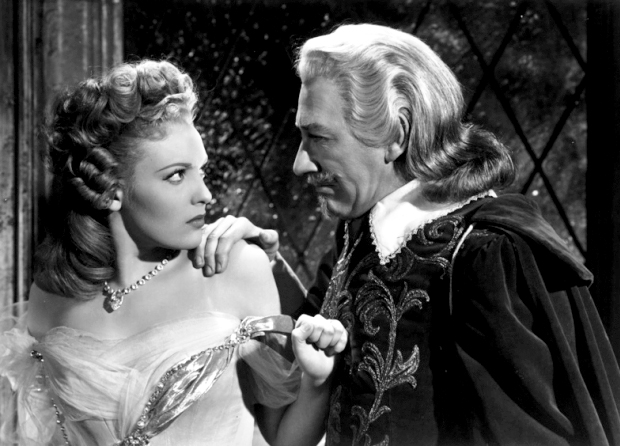
Linda Darnell et Richard Haydn.

- Linda Darnell (VF : Claire Guibert) : Ambre St. Clair
- Cornel Wilde (VF : Michel Gudin) : Bruce Carlton
- Richard Greene (VF : Lucien Bryonne) : Lord Harry Almsbury
- George Sanders (VF : Richard Francœur) : Charles II
- Glenn Langan (VF : Jean Martinelli) : le capitaine Rex Morgan
- Richard Haydn (VF : Maurice Pierrat) : Lord Radcliffe
- Jessica Tandy (VF : Colette Adam) : Nan Britton
- Anne Revere (VF : Hélène Tossy) : « Maman bonnet rouge »
- John Russell : Black Jack Mallard
- Jane Ball (VF : Simone Gerbier) : Corinne Carlton
- Robert Coote : Sir Thomas Dudley
- Leo G. Carroll : Matt Goodgroome
- Natalie Draper : la comtesse de Castlemaine
- Margaret Wycherly : Mme Spong
- Alma Kruger (VF : Henriette Marion) : Lady Redmond
- Edmund Breon : Lord Redmond
- Alan Napier : Landale

Acteurs non crédités :
- Leonard Carey : le visiteur mortuaire
- Jean De Briac : un coiffeur
- Cyril Delevanti : le cordonnier
- Alan Edmiston : Mr. Poterell
- Betty Fairfax (VF : Germaine Michel) : Mme Poterell
- Margot Grahame : Bess (rôle supprimé au montage)
- Robert Greig (VF : Raymond Rognoni) : un magistrat
- Ian Keith : Tybalt
- Skelton Knaggs : Blueskin
- Tom Moore : Killigrew
- Tempe Pigott : la sage-femme
- Will Stanton (VF : Jean Clarieux) : Dead Eye
- Houseley Stevenson : M. Starling
- Gilchrist Stuart : un cavalier
- Norma Varden (VF : Cécile Dylma) : Mme Abbott
- Douglas Walton : un dandy
- Frederick Worlock : un acteur

## Production

### Achat des droits
Après la publication du roman de Kathleen Winsor, décrit par la publicité de l'époque comme un nouvel Autant en emporte le vent, les droits pour l'adaptation cinématographique sont très convoités par divers grands studios ainsi que par des studios moins connus. Le producteur Darryl F. Zanuck acquiert les droits pour 200 000 $.
À l'instar des studios Metro-Goldwyn-Mayer, qui, dix ans plus tôt, avaient lancé un casting national pour trouver l'actrice qui tiendrait le rôle de Scarlett O'Hara, la 20th Century Fox se met en quête de celle qui incarnera la belle et sulfureuse Ambre.

### Casting
De nombreuses actrices passent un bout d'essai. En novembre 1944, Gene Tierney est pressentie comme favorite. La rousse irlandaise Maureen O'Hara, sous contrat avec la Fox, fait pression pour obtenir le rôle, allant même jusqu'à se présenter dans les bureaux du studio revêtue d'un costume d'époque,. Paulette Goddard convoite également le rôle. Le producteur William Perlberg déclare qu'il recherche « une jeune Vivien Leigh » ou « une Lana Turner anglaise ». Finalement, c'est la 37e actrice testée, Peggy Cummins, une actrice irlandaise inconnue de vingt ans, qui s'impose comme favorite en octobre 1945.
En février 1946, Daryl Zanuck déclare officiellement que les deux premiers rôles seront tenus par Peggy Cummins et, pour le rôle masculin principal, par Cornel Wilde. Wilde était, après Tyrone Power, la principale star dans le genre du film de cape et d'épée et sous contrat avec la Fox à l'époque. Richard Greene est l'autre grand rival pour le rôle masculin, rôle qui a été également proposé à James Mason — qui a connu un très grand succès un an auparavant avec le film Le Septième Voile —, mais il décline l'offre, disant que le roman « était stupide », et que « le script du film ne l'améliorait pas »,. Parmi les seconds rôles, Vincent Price est choisi pour incarner Lord Almsbury.

### Premier tournage
Le tournage commence en mars 1946, avec un budget de 4,5 millions de dollars et, aux commandes, John M. Stahl, le réalisateur des grands mélodrames des années 1930 (Back Street, Images de la vie, Le Secret magnifique, etc.).
Peggy Cummins devait apparaître dans toutes les scènes sauf une. La jeune actrice s'effondre sur le plateau le 30 mars pour cause de maladie. Le tournage est interrompu à deux reprises, apparemment en raison de la grippe de Cummins. Zanuck arrête le tournage, après 39 jours de production et un coût de 500 000 dollars, prétextant le mauvais travail effectué par Stahl.
La véritable raison sera donnée plus tard : il semblerait que Peggy Cummins était considérée comme très bonne dans le rôle d'Ambre jeune fille (elle avait été beaucoup testée pour ces scènes) mais que son côté juvénile — et son manque d'expérience — ne convenait pas pour incarner Ambre adulte. The New York Times écrit : « Ils ont découvert que Miss Cummins, en tant que séductrice adulte, ressemblait davantage à Fluffy portant les vieux vêtements de sa mère et étalant le rouge à lèvres de sa mère quand elle ne regardait pas. »

### Second tournage
Zanuck sollicite Otto Preminger pour reprendre la réalisation du film. Il accepte à la condition de choisir Lana Turner pour le rôle d’Ambre, lequel, selon Preminger, est fait pour elle. Mais Zanuck ne veut pas d’une star de la Metro-Goldwyn-Mayer et impose Linda Darnell. Celle-ci dira : « J'ai dû me pincer,. »
Pour Linda Darnell, l’acceptation du rôle d'Ambre signifie qu'elle doit renoncer au rôle prévu pour elle dans le film en préparation, Capitaine de Castille, au côté de Tyrone Power. De plus, elle qui est brune, doit se teindre en blonde pour le film.
D'autres changements ont lieu dans la distribution : Richard Greene remplace Vincent Price, et George Sanders remplace Reginald Gardiner dans le rôle du roi Charles II. Quant à Cornel Wilde, il est réticent à reprendre le tournage. Le studio Fox envisage de le remplacer par Stewart Granger, même si cela aurait été difficile en raison des autres engagements de celui-ci. En octobre, juste avant la reprise du tournage, Cornel Wilde annonce qu'il ne reprendra pas le rôle à moins d'obtenir une augmentation de salaire (il était payé 3 000 $ par semaine pendant quarante semaines par an). Après des différents, le studio finit par accepter de le payer 5 000 $ par semaine.
Le tournage reprend en octobre 1946, pendant dix-sept semaines, et le budget du film se monte à six millions de dollars.

## Genèse
Le film est adapté du roman Ambre publié trois ans plus tôt aux États-Unis. L'œuvre, jugée sulfureuse, est condamnée, notamment parce que le personnage d'Ambre a trente amants, et en raison des descriptions sexuelles. Quatorze États américains interdisent le roman pour cause de pornographie et plusieurs pays l'interdisent, dont l'Australie. Cela n'empêche pas le roman d'être un grand succès d'édition dans les années 1940 ; moins d'un mois après sa publication, les studios 20th Century Fox achètent les droits du film.
À sa sortie, le film est condamné par la National Legion of Decency (Ligue nationale de vertu).

## Exploitation
Ambre rapportera la même somme en bénéfices, dès la première semaine de sortie, bien que les ligues de vertu aient condamné le film « pour encouragement à l’immoralité et à la licence », et que l'archevêque de New York ait demandé à ses fidèles de ne pas aller le voir.

## Distinction
- Oscars 1948 : nomination à l'Oscar de la meilleure musique de film pour David Raksin

### Film sur un thème très similaire
- Angélique, marquise des anges (1964)